# 1507

## Събития
- Чезаре Борджия е убит от асасин на 12 март 1507 година във Виана, Испания.
- Леонардо да Винчи завършва „Мона Лиза“

## Родени
- 29 октомври – Фернандо Алварес де Толедо, испански военачалник

## Починали
- 29 юли – Мартин Бехайм, германски учен